# Pero Lučin
Pero Lučin je hrvatski znanstvenik u području biomedicine i zdravstva, polju temeljnih medicinskih znanosti. Trenutno obnaša dužnost rektora Sveučilišta u Rijeci.

## Životopis

### Izobrazba
1981. godine upisuje Medicinski fakultet u Rijeci, koji završava 1986. i time postaje doktor medicine. Godinu dana kasnije na istom fakultetu upisuje magisterij znanosti u području biomedicine, koji završava 1989. godine i iste godine nastavlja na doktorat. Naposljetku, 1991. godine stječe titulu doktora medicinskih znanosti.

### Zaposlenja
Od upisa magisterija 1987. godine radi na Zavodu za fiziologiju i imunologiju Medicinskog fakulteta u Rijeci (današnja Katedra za fiziologiju, imunologiju i patofiziologiju, gdje drži nastavu na kolegijima Fiziologija i Patološka fiziologija na preddiplomskoj i diplomskoj razini te Transport i razgradnja proteina na poslijediplomskoj razini.

### Rektor
Na izborima za rektora Sveučilišta u Rijeci 2009. godine odabran je kao trinaesti je rektor po redu. U konkurenciji u prvom krugu bili su i Vinko Kandžija, Branko Rafajac, Pavao Komadina, Goran Kalogjera, a u drugi krug su prošli Goran Kalogjera i Pero Lučin. Na izborima za rektora 2013. godine Pero Lučin je bio jedini kandidat.
Tijekom kampanje za lokalne izbore 2013. godine, Pero Lučin govorio je o ulozi Sveučilišta u stvaranju nove industrije. Startegija razvoja Sveučilišta od 2014. do 2020. godine predviđa pretvorbu u ustanovu visoke istraživačke razine s transferom tehnologije u gospodarstvo Rijeke. Pored toga, rektor Lučin zalaže se za autonomno Sveučilište koje autonomno i odgovorno odlučuje.

## Vanjske poveznice
- Tko je tko u hrvatskoj znanosti  Arhivirana inačica izvorne stranice od 4. ožujka 2016. (Wayback Machine)
- Hrvatska znanstvena bibliografija
- Portfelj Pero Lučin[neaktivna poveznica]